# RAM disk
RAM disk是将RAM模拟為硬盘的技术。
相对于传统的硬盘文件访问来说，这种技术可以大幅提高文件的访问速度。但是RAM的易失性也意味着关闭电源后数据将会丢失。某些时候这不是问题，比如说对于一个加密文档的明文来说。但是在大多数情况下，传递到RAM disk上的数据都是其他在别处有永久性存贮文件的一个拷贝，当系统重启后可以重新建立。

## 实现
软件的RAM disk使用一般的RAM的一部分来模拟一个硬盘。通常都可以使用由操作系统内核支持的机制来实现，但是通过使用者空間（相对于“内核空间”）的应用程序进程来进行这种的模拟也是有可能的。 因为存贮在RAM disk中文件一般都是临时性的，所以也就不需要使用电池备份，或者UPS等设备。
某些RAM disk使用压缩的文件系统例如：cramfs。这是因为一般的RAM disk都容量一般都较小， 且RAM的价格比硬盘要高，所以这样做是很合理的。

## 作为Web缓存
可以使用RAM disk来做为Web缓存，这样可以提高加载页面的速度。
由于RAM disk的易失性，还带来了安全性上的好处。（因可以確保資訊不會留下痕跡）

## 历史
世界上第一个在微机上商用的的RAM disk软件是1980年代由Microcosm Ltd公司开发的Silicon Disk System，首先是在CP/M操作系统上，后来在MS-DOS上。由于Commodore硬體的内存地址的限制，RAM disk在Commodore 64和Commodore 128操作系统上很流行。AmigaOS自身就是RAM disk的能力。
Microsoft于1983年在MS-DOS（版本2.0）上加入了RAM disk的功能。Apple Computer于1991年在Apple Computer上也加入了这个特性。另外，许多的Unix与Unix-like系统也提供某种程度上的RAM disk功能。尤其是在Linux上，在安装於某些高性能，低资源設備的情况下。

## 相關軟體
- Buffalo Ramdisk：能設置關機保全數據存回實體硬碟／儲存器；不支持 Windows 8+。
- SoftPerfect RAM Disk 3.4.6：足夠完善的功能，效能比 Buffalo Ramdisk 稍高且讀寫表現更穩定；擁有優秀的系統向上支持及全位元(x86/x64) capabilities 性，支持運行於 Windows 8、Windows 8.1、Windows 10／Enterprise Technical Review 2015 中通過測試。